# Rôni
Rôni (pravo ime Roniéliton Pereira Santos), brazilski nogometaš, * 28. april 1977, Aurora do Tocantins, Brazilija.
Za brazilsko reprezentanco je odigral 5 uradnih tekem in dosegel dva gola.